# Comedy Central
Comedy Central is een kabel- en satelliet-kanaal in de Verenigde Staten, Nederland, België, Frankrijk, Polen, Duitsland, Italië, Zweden, Nieuw-Zeeland, Verenigd Koninkrijk en Hongarije. Zoals de naam doet vermoeden, zendt het kanaal voornamelijk komedie uit, in de vorm van series, films en liveshows. Een deel van de programma's van Comedy Central zijn eigen producties. Voorbeelden hiervan zijn Comedy Central Presents, The Daily Show en The Colbert Report.

## Verenigde Staten
In de Verenigde Staten zond Comedy Central voor het eerst uit op 1 april 1991, nadat Home Box Office, in het bezit van Time Warner, het kanaal Comedy Channel fuseerde met het kanaal HA! van MTV Networks, dat in het bezit is van Viacom. Viacom kocht de helft van de aandelen van Time Warner in april 2003 op voor $1,2 miljard.

## Nederland
In Nederland ging Comedy Central op 30 april 2007 van start, waarbij het één kanaal deelde met Nickelodeon (en later in die periode tijdelijk ook Kindernet). Comedy Central is een 24-uurs zender. MTV Networks Nederland vormde de urbanzender The Box om in Comedy Central. Dit nadat Viva Media AG, waarvan The Box deel uitmaakte, overgenomen was door MTV Networks in 2004. MTV Networks Nederland had al diverse aspecten van deze muziekzender veranderd, waarbij de zender in eerste instantie een op vrouwen gerichte urbanzender diende te zijn, met de naam 'Alex On The Box'. Nadat bleek dat deze strategie en de inkomsten van de clipaanvragen verminderden, en tegelijkertijd een in 2006 geïntroduceerd comedyblok beter bekeken werd, is besloten om stap voor stap The Box om te bouwen van urban muziekzender naar een comedyzender. Dit overigens in navolging van een internationale Viacom/MTV Networks strategie om Comedy Central internationaler uit te rollen.
Vanaf december 2006 zond The Box van 20:00 tot 05:00 uit, met van 20:00 tot ongeveer 01:00 al bekende Comedy Central-programma's als Chappelle's Show en South Park. Van 01:00 tot 05:00 werden er nog wel urban muziekclips uitgezonden, maar het clip aanvragen, wat een belangrijk aspect voor The Box was, was al verdwenen.
In het najaar van 2008 werd een nieuw digitaal themakanaal gelanceerd. De nieuwe televisiezender Comedy Central Family was een nauwe samenwerking tussen MTV Networks en Endemol. De zender zond 24 uur per dag uit en werd als eerste aangeboden bij kabelexploitanten Ziggo en UPC. Hierna volgden de andere aanbieders geleidelijk.
Sinds 3 april 2012 zendt Comedy Central uit in HD. Tot 30 september 2012 zond Comedy Central programma's uit vanaf 15:00 's middags. Op 1 oktober 2012 werd dit opgerekt naar 09:00 's ochtends. Kindernet bleef nog wel op de zender te zien, van 06:00 tot 09:00. Sinds 1 november 2013 zendt Comedy Central 24 uur per dag uit.
De leiding van alle Comedy Central-zenders in Noord-Europa is in handen van Maurice Hols, executive manager van Viacom Benelux, Nordics en Russia.
Sinds 2016 produceert Comedy Central Nederland eigen edities van de eerder in Amerika groots opgezette Celebrity Roasts. Inmiddels zijn Gordon, Giel Beelen, Johnny de Mol en Ali B centrale gast geweest in dit jaarlijkse programma.

## België, Vlaanderen
Van 20 januari 2014 tot 1 november 2015 zond Comedy Central van 22:00 tot middernacht uit op het kanaal van TMF. Na het stoppen van TMF Vlaanderen op 1 november 2015 is Comedy Central 24 uur per dag te zien in Vlaanderen.

## België, Wallonië
Op 4 oktober 2018 startte Comedy Central met een Franstalige versie in Frankrijk. In april 2020 werd de Franstalige Belgische versie van Comedy Central gelanceerd.

## Duitsland
Op 15 januari 2007 is Comedy Central eveneens in Duitsland met een eigen kanaal van start gegaan. Daarvoor werd Viva Plus uitgezonden op dit kanaal. Naast de geslaagde Amerikaanse binnenlandse productie, zijn er ook een aantal Duitse binnenlandse programma's. De zender zendt tot eind 2008 24/24 uur uit. Daarna via een deelkanaal van 20:15 tot 6:00. Vanaf 1 oktober 2014 zenden ze uit van 17:00 tot 6:00 via het kanaal van VIVA.

## De rest van Europa
Comedy Central is sinds 19 oktober 2006 actief in Polen met een Poolse versie. Vrijwel tegelijkertijd met de lancering van Comedy Central in Nederland, is op 1 mei 2007 Comedy Central in Italië via Sky Italia gelanceerd en heeft daarmee 24 uur per dag de plek ingenomen van Paramount Comedy. Paramount Comedy is overigens buiten de Verenigde Staten ook in handen van Viacom, de eigenaar van MTV Networks. De verwachting is dat de Paramount Comedy-zenders in het Verenigd Koninkrijk en Spanje over enige tijd in navolging van Italië ook zullen worden omgedoopt in Comedy Central.

## Wereldwijde uitzendtijden
In Afrika, Hongarije, India, Israël, Italië, Kroatië, Latijns-Amerika, Nederland, Nieuw-Zeeland, Polen, Servië, het Verenigd Koninkrijk en Ierland, de Verenigde Staten en Zweden wordt Comedy Central 24 uur per dag uitgezonden. In andere landen wordt de zendtijd gedeeld met een andere zender.
| Land/Gebied | 00u                                       | 01u                                       | 02u                                       | 03u                                       | 04u                                       | 05u                                                                                                   | 06u | 07u | 08u | 09u | 10u | 11u | 12u | 13u | 14u | 15u | 16u | 17u                                                                                                   | 18u                                                                                                   | 19u                                                                                                   | 20u                             | 21u                             | 22u                             | 23u                             |
| Ontwikkeling zendtijd CC België                                                                                     | Ontwikkeling zendtijd CC België           | Ontwikkeling zendtijd CC België           | Ontwikkeling zendtijd CC België           | Ontwikkeling zendtijd CC België           | Ontwikkeling zendtijd CC België           | Ontwikkeling zendtijd CC België                                                                       | Ontwikkeling zendtijd CC België                                                                                        | Ontwikkeling zendtijd CC België                                                                                        | Ontwikkeling zendtijd CC België                                                                                        | Ontwikkeling zendtijd CC België                                                                                        | Ontwikkeling zendtijd CC België                                                                                        | Ontwikkeling zendtijd CC België                                                                                        | Ontwikkeling zendtijd CC België                                                                                        | Ontwikkeling zendtijd CC België                                                                                        | Ontwikkeling zendtijd CC België                                                                                        | Ontwikkeling zendtijd CC België                                                                                        | Ontwikkeling zendtijd CC België                                                                                        | Ontwikkeling zendtijd CC België                                                                       | Ontwikkeling zendtijd CC België                                                                       | Ontwikkeling zendtijd CC België                                                                       | Ontwikkeling zendtijd CC België | Ontwikkeling zendtijd CC België | Ontwikkeling zendtijd CC België | Ontwikkeling zendtijd CC België |
| --- | ----------------------------------------- | ----------------------------------------- | ----------------------------------------- | ----------------------------------------- | ----------------------------------------- | --- | --- | --- | --- | --- | --- | --- | --- | --- | --- | --- | --- | --- | --- | --- | ------------------------------- | ------------------------------- | ------------------------------- | ------------------------------- |
| 20-01-2014 - 31-10-2015                                                                                             | TMF                                       | TMF                                       | TMF                                       | TMF                                       | TMF                                       | TMF                                                                                                   | TMF | TMF | TMF | TMF | TMF | TMF | TMF | TMF | TMF | TMF | TMF | TMF                                                                                                   | TMF                                                                                                   | TMF                                                                                                   | TMF                             | TMF                             | Comedy Central                  | Comedy Central                  |
| 01-11-2015 - heden                                                                                                  | Comedy Central                            | Comedy Central                            | Comedy Central                            | Comedy Central                            | Comedy Central                            | Comedy Central                                                                                        | Comedy Central | Comedy Central | Comedy Central | Comedy Central | Comedy Central | Comedy Central | Comedy Central | Comedy Central | Comedy Central | Comedy Central | Comedy Central | Comedy Central                                                                                        | Comedy Central                                                                                        | Comedy Central                                                                                        | Comedy Central                  | Comedy Central                  | Comedy Central                  | Comedy Central                  |
| Ontwikkeling zendtijd CC Duitsland (inclusief Oostenrijk (vanaf 1 januari 2011) en Zwitserland (vanaf 16 mei 2011)) |                                           |                                           |                                           |                                           |                                           | | | | | | | | | | | | | | | |                                 |                                 |                                 |                                 |
| 14-01-2007 - 14-12-2008                                                                                             | Comedy Central                            | Comedy Central                            | Comedy Central                            | Comedy Central                            | Comedy Central                            | Comedy Central                                                                                        | Comedy Central | Comedy Central | Comedy Central | Comedy Central | Comedy Central | Comedy Central | Comedy Central | Comedy Central | Comedy Central | Comedy Central | Comedy Central | Comedy Central                                                                                        | Comedy Central                                                                                        | Comedy Central                                                                                        | Comedy Central                  | Comedy Central                  | Comedy Central                  | Comedy Central                  |
| 15-12-2008 - 07-09-2014                                                                                             | Comedy Central (In Zwitserland tot 05:00) | Comedy Central (In Zwitserland tot 05:00) | Comedy Central (In Zwitserland tot 05:00) | Comedy Central (In Zwitserland tot 05:00) | Comedy Central (In Zwitserland tot 05:00) | Comedy Central (In Zwitserland tot 05:00)                                                             | Nickelodeon | Nickelodeon | Nickelodeon | Nickelodeon | Nickelodeon | Nickelodeon | Nickelodeon | Nickelodeon | Nickelodeon | Nickelodeon | Nickelodeon | Nickelodeon                                                                                           | Nickelodeon                                                                                           | Nickelodeon                                                                                           | 20:15: Comedy Central           | 20:15: Comedy Central           | 20:15: Comedy Central           | 20:15: Comedy Central           |
| 08-09-2014 - 30-09-2015                                                                                             | Comedy Central                            | Comedy Central                            | Comedy Central                            | Comedy Central                            | Comedy Central                            | Comedy Central                                                                                        | VIVA Comedy Central zond nog tot 1-10-2014 uit op het Nickelodeon kanaal tussen 20.15 en 6 uur (Zwitserland tot 5 uur) | VIVA Comedy Central zond nog tot 1-10-2014 uit op het Nickelodeon kanaal tussen 20.15 en 6 uur (Zwitserland tot 5 uur) | VIVA Comedy Central zond nog tot 1-10-2014 uit op het Nickelodeon kanaal tussen 20.15 en 6 uur (Zwitserland tot 5 uur) | VIVA Comedy Central zond nog tot 1-10-2014 uit op het Nickelodeon kanaal tussen 20.15 en 6 uur (Zwitserland tot 5 uur) | VIVA Comedy Central zond nog tot 1-10-2014 uit op het Nickelodeon kanaal tussen 20.15 en 6 uur (Zwitserland tot 5 uur) | VIVA Comedy Central zond nog tot 1-10-2014 uit op het Nickelodeon kanaal tussen 20.15 en 6 uur (Zwitserland tot 5 uur) | VIVA Comedy Central zond nog tot 1-10-2014 uit op het Nickelodeon kanaal tussen 20.15 en 6 uur (Zwitserland tot 5 uur) | VIVA Comedy Central zond nog tot 1-10-2014 uit op het Nickelodeon kanaal tussen 20.15 en 6 uur (Zwitserland tot 5 uur) | VIVA Comedy Central zond nog tot 1-10-2014 uit op het Nickelodeon kanaal tussen 20.15 en 6 uur (Zwitserland tot 5 uur) | VIVA Comedy Central zond nog tot 1-10-2014 uit op het Nickelodeon kanaal tussen 20.15 en 6 uur (Zwitserland tot 5 uur) | VIVA Comedy Central zond nog tot 1-10-2014 uit op het Nickelodeon kanaal tussen 20.15 en 6 uur (Zwitserland tot 5 uur) | Comedy Central                                                                                        | Comedy Central                                                                                        | Comedy Central                                                                                        | Comedy Central                  | Comedy Central                  | Comedy Central                  | Comedy Central                  |
| 01-10-2015 - 31-12-2018                                                                                             | Comedy Central                            | Comedy Central                            | VIVA                                      | VIVA                                      | VIVA                                      | VIVA                                                                                                  | VIVA | VIVA | VIVA | VIVA | VIVA | VIVA | VIVA | VIVA | Comedy Central | Comedy Central | Comedy Central | Comedy Central                                                                                        | Comedy Central                                                                                        | Comedy Central                                                                                        | Comedy Central                  | Comedy Central                  | Comedy Central                  | Comedy Central                  |
| 01-01-2019 - heden                                                                                                  | Comedy Central                            | Comedy Central                            | Comedy Central                            | Comedy Central                            | Comedy Central                            | Comedy Central                                                                                        | Comedy Central | Comedy Central | Comedy Central | Comedy Central | Comedy Central | Comedy Central | Comedy Central | Comedy Central | Comedy Central | Comedy Central | Comedy Central | Comedy Central                                                                                        | Comedy Central                                                                                        | Comedy Central                                                                                        | Comedy Central                  | Comedy Central                  | Comedy Central                  | Comedy Central                  |
| Ontwikkeling zendtijd Comedy Central NL                                                                             |                                           |                                           |                                           |                                           |                                           | | | | | | | | | | | | | | | |                                 |                                 |                                 |                                 |
| 30-04-2007 - 31-12-2010                                                                                             | Comedy Central                            | Comedy Central                            | Comedy Central                            | Comedy Central                            | Comedy Central                            | Nickelodeon (Comedy Central zond nog tot 14-02-2011 uit op het Nickelodeon kanaal tussen 20 en 5 uur) | Nickelodeon (Comedy Central zond nog tot 14-02-2011 uit op het Nickelodeon kanaal tussen 20 en 5 uur)                  | Nickelodeon (Comedy Central zond nog tot 14-02-2011 uit op het Nickelodeon kanaal tussen 20 en 5 uur)                  | Nickelodeon (Comedy Central zond nog tot 14-02-2011 uit op het Nickelodeon kanaal tussen 20 en 5 uur)                  | Nickelodeon (Comedy Central zond nog tot 14-02-2011 uit op het Nickelodeon kanaal tussen 20 en 5 uur)                  | Nickelodeon (Comedy Central zond nog tot 14-02-2011 uit op het Nickelodeon kanaal tussen 20 en 5 uur)                  | Nickelodeon (Comedy Central zond nog tot 14-02-2011 uit op het Nickelodeon kanaal tussen 20 en 5 uur)                  | Nickelodeon (Comedy Central zond nog tot 14-02-2011 uit op het Nickelodeon kanaal tussen 20 en 5 uur)                  | Nickelodeon (Comedy Central zond nog tot 14-02-2011 uit op het Nickelodeon kanaal tussen 20 en 5 uur)                  | Nickelodeon (Comedy Central zond nog tot 14-02-2011 uit op het Nickelodeon kanaal tussen 20 en 5 uur)                  | Nickelodeon (Comedy Central zond nog tot 14-02-2011 uit op het Nickelodeon kanaal tussen 20 en 5 uur)                  | Nickelodeon (Comedy Central zond nog tot 14-02-2011 uit op het Nickelodeon kanaal tussen 20 en 5 uur)                  | Nickelodeon (Comedy Central zond nog tot 14-02-2011 uit op het Nickelodeon kanaal tussen 20 en 5 uur) | Nickelodeon (Comedy Central zond nog tot 14-02-2011 uit op het Nickelodeon kanaal tussen 20 en 5 uur) | Nickelodeon (Comedy Central zond nog tot 14-02-2011 uit op het Nickelodeon kanaal tussen 20 en 5 uur) | Comedy Central                  | Comedy Central                  | Comedy Central                  | Comedy Central                  |
| 01-01-2011 - 03-04-2011                                                                                             | Comedy Central                            | Comedy Central                            | Comedy Central                            | Comedy Central                            | Comedy Central                            | Comedy Central                                                                                        | TMF | TMF | TMF | TMF | TMF | TMF | TMF | TMF | TMF | Comedy Central' | Comedy Central' | Comedy Central'                                                                                       | Comedy Central'                                                                                       | Comedy Central'                                                                                       | Comedy Central'                 | Comedy Central'                 | Comedy Central'                 | Comedy Central'                 |
| 04-04-2011 - 30-09-2012                                                                                             | Comedy Central                            | Comedy Central                            | Comedy Central                            | Comedy Central                            | Comedy Central                            | Comedy Central                                                                                        | Kindernet | Kindernet | Kindernet | Kindernet | Kindernet | Kindernet | Kindernet | Kindernet | Kindernet | Comedy Central | Comedy Central | Comedy Central                                                                                        | Comedy Central                                                                                        | Comedy Central                                                                                        | Comedy Central                  | Comedy Central                  | Comedy Central                  | Comedy Central                  |
| 01-10-2012 - 31-10-2013                                                                                             | Comedy Central                            | Comedy Central                            | Comedy Central                            | Comedy Central                            | Comedy Central                            | Comedy Central                                                                                        | Kindernet | Kindernet | Kindernet | Comedy Central | Comedy Central | Comedy Central | Comedy Central | Comedy Central | Comedy Central | Comedy Central | Comedy Central | Comedy Central                                                                                        | Comedy Central                                                                                        | Comedy Central                                                                                        | Comedy Central                  | Comedy Central                  | Comedy Central                  | Comedy Central                  |
| 31-10-2013 - heden                                                                                                  | Comedy Central                            | Comedy Central                            | Comedy Central                            | Comedy Central                            | Comedy Central                            | Comedy Central                                                                                        | Comedy Central | Comedy Central | Comedy Central | Comedy Central | Comedy Central | Comedy Central | Comedy Central | Comedy Central | Comedy Central | Comedy Central | Comedy Central | Comedy Central                                                                                        | Comedy Central                                                                                        | Comedy Central                                                                                        | Comedy Central                  | Comedy Central                  | Comedy Central                  | Comedy Central                  |